# Ozero Serdovo
Ozero Serdovo (ryska: Озеро Сердово) är en sjö i Belarus.   Den ligger i voblasten Vitsebsks voblast, i den norra delen av landet, 180 km norr om huvudstaden Minsk. Ozero Serdovo ligger 134 meter över havet.
Omgivningarna runt Ozero Serdovo är en mosaik av jordbruksmark och naturlig växtlighet. Runt Ozero Serdovo är det ganska tätbefolkat, med 72 invånare per kvadratkilometer.